# Anomala bilunata
Anomala bilunata är en skalbaggsart som beskrevs av Leon Fairmaire 1888. Anomala bilunata ingår i släktet Anomala och familjen Rutelidae. Inga underarter finns listade i Catalogue of Life.